# Lawrence S. Trimble
Lawrence Strother Trimble, född 26 augusti 1825 i Fleming County i Kentucky, död 9 augusti 1904 i Albuquerque i New Mexico-territoriet, var en amerikansk politiker (demokrat). Han var ledamot av USA:s representanthus 1865–1871.
Trimble är begravd på begravningsplatsen Fairview Memorial Park i Albuquerque i New Mexico.